# Franse parlementsverkiezingen 1877
Op 14 en 18 oktober 1877 werden er in Frankrijk parlementsverkiezingen gehouden nadat president Patrice de Mac-Mahon het in 1876 gekozen Franse parlement had ontbonden. Mac-Mahon, een monarchist, hoopte op een overwinning van de monarchistische partijen. De monarchisten wonnen ten opzichte van 1876 (winst van 19 zetels), terwijl de linkse republikeinse partijen verloren (-17). De republikeinse partijen behielden echter met 313 zetels de meerderheid in de Kamer van Afgevaardigden (Chambre de Députés).

## Uitslag

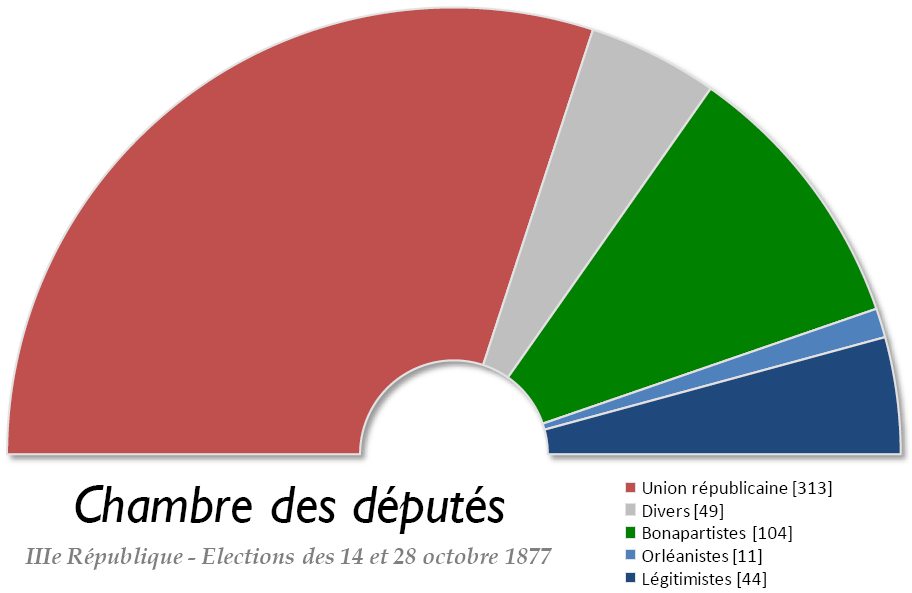
Verkiezingsuitslag

| Politieke stroming/partij   | zetels |
| --------------------------- | ------ |
| Republikeinse Unie          | 313    |
| Bonapartisten               | 104    |
| Conservatieve Republikeinen | 49     |
| Legitimisten                | 44     |
| Orléanisten                 | 11     |